# Șoim de preerie
Șoimul de preerie (Falco mexicanus) este o specie de pasăre de pradă aparținând familiei Falconidae. Este un șoim de mărime medie, răspândit în vestul Americii de Nord.